# Cryptus titubator
Cryptus titubator är en stekelart som först beskrevs av Carl Peter Thunberg 1822.  Cryptus titubator ingår i släktet Cryptus och familjen brokparasitsteklar. Arten är reproducerande i Sverige. Inga underarter finns listade i Catalogue of Life.